# Opozicija
Opozicija v političnem smislu obsega eno ali več političnih strank ali drugih organiziranih skupin, ki so, predvsem ideološko, nasprotne vladavini koalicije (ali, v ameriški angleščini, administraciji), stranki ali skupini, ki politično nadzoruje mesto, regijo, državo, državo ali drugo politično telo. Del opozicije je lahko tudi stranka, ki ni del vlade, a ji tudi ne nasprotuje. Stopnja opozicije se razlikuje glede na politične razmere; v avtoritarnih in demokratičnih sistemih je opozicija pogosto potlačena ali zaželena.